# Single
Na nomenclatura da indústria fonográfica, música de trabalho e música de divulgação (em inglês: single) são termos para se referir a uma canção considerada viável comercialmente o suficiente pelo artista e pela companhia gravadora para ser lançada individualmente, mas é comum que também apareça num álbum. É uma canção gravada pelo artista que é normalmente considerada uma das mais comerciais de um já lançado ou futuro álbum, para ser lançada em rádios e outros veículos de divulgação. A expressão é originada dos Estados Unidos. Atualmente, com a era digital, é comum o single ser lançado não mais somente como um álbum físico, mas também em diversos outros formatos, ou apenas no formato digital em lojas virtuais de música, como a iTunes Store.

## História

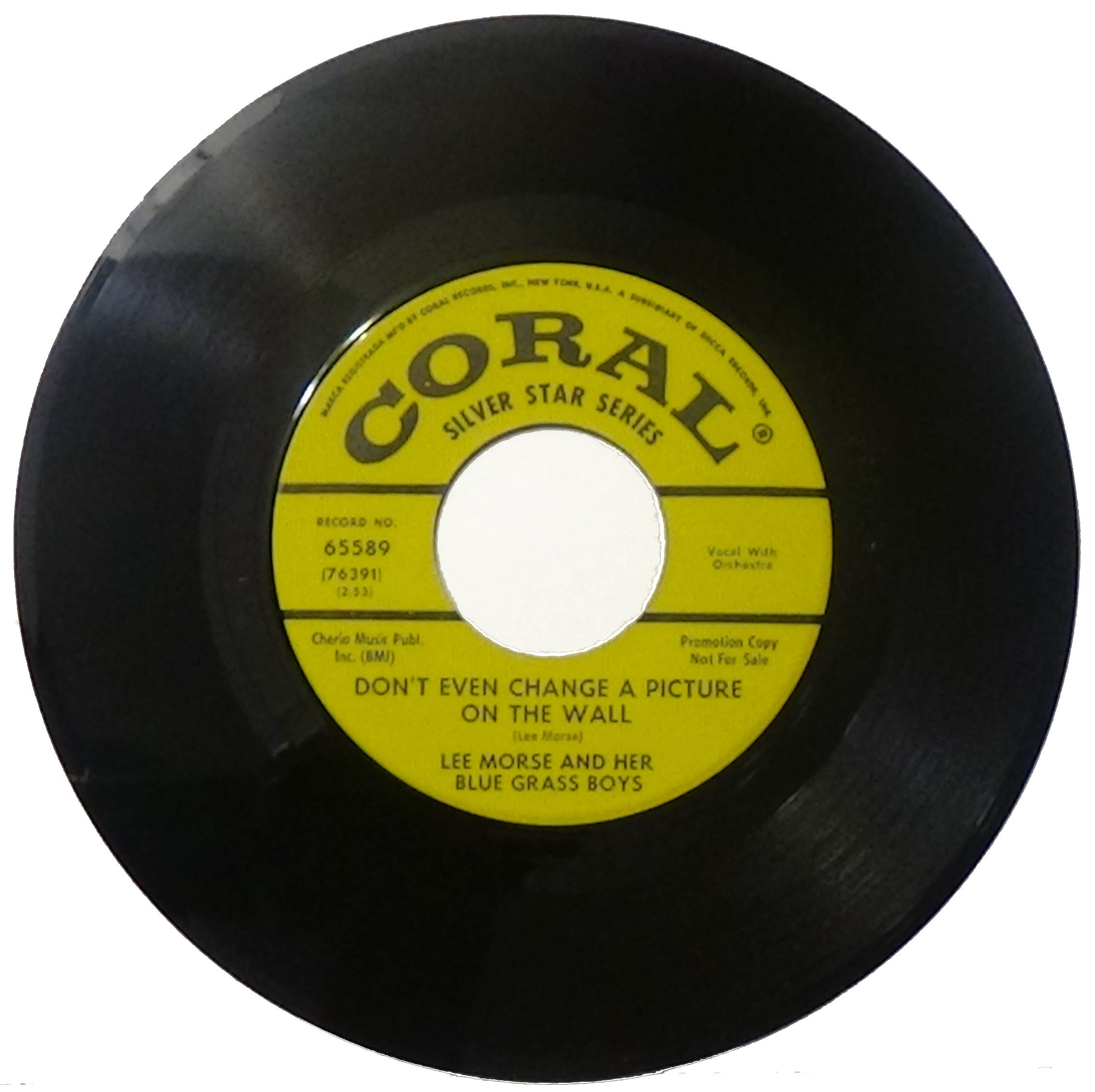
Disco de vinil de 45 rotações por minuto

Os singles (como discos de termoplástico), em si, existem desde o início dos discos de vinil plano. Conhecido como o gramofone (para discos planos), inventado pelo alemão, Emil Berliner, em 1887. Por volta de 1910, estes singles planos eram fabricados em diferentes rotações e de 10 ou 12 polegadas de diâmetro, basicamente um LP com uma única música. Estes se popularizaram em 78 rpm e com um lado somente gravado. Eventualmente, os 78 rpm de dois lados surgiram. A partir da década de 1950, os singles menores se popularizaram no formato de 45 rpm, em 7 polegadas de diâmetro (medida padrão). A RCA Victor foi a pioneira lançando os discos de 45 rpm de 7 polegadas, com micro ranhuras. No Brasil a indústria fabricou a maior parte dos compactos simples em 33 e 1/3 rpm. O disco possuía dois lados executáveis numa vitrola: o "lado A", promovendo a canção ao sucesso e um "lado B" com uma canção menos conhecida. Alguns compactos simples foram lançados com duas músicas de cada lado, originando o termo "compacto duplo".
Após o surgimento da era da música disco, das discotecas que surgiram com o segmento à moda do filme, Saturday Night Fever, no final dos anos 1970, iniciou-se uma fabricação de discos de vinil de 12 polegadas (tamanho do Long Play) com apenas uma canção em cada lado, também chamado de single, mas com a diferença que a música era remixada por um DJ e as canções de três minutos começaram a durar 25 minutos; para uso nas discotecas, especialmente.
O marketing dos singles buscava sempre os fregueses que entravam numa loja de discos e que temiam gastar muito dinheiro em um LP desconhecido, comprando, então, somente, o single de um artista, em vez de gastar mais dinheiro comprando um álbum inteiro. Se o single fosse bom mesmo, o freguês provavelmente ficaria interessado em comprar o LP, depois de ouvir o single. O single também era uma indicação dos produtores destes às rádios, como um teste-marketing da banda numa audição ao público ouvinte.
No final da década de 1950, com o rock and roll surgindo, os singles experimentaram uma "explosão" nas suas vendas e passaram bem a frente dos LPs de 78 rpm. Os discos demoraram para sair do mercado porque o novo formato (33 1/3 rpm) dominou o mercado sem ser preciso trocar de equipamento, até o surgimento da era digital com o compact disc (CD). Este leva o nome de compact por ser de pequeno tamanho, e não pelo número de músicas que contém gravado nele.
Hoje em dia, os singles de 45 rpm são itens de colecionadores.

### SingleversusLP
A grande diferença entre os dois formatos é que, na era da música analógica (não digital), os singles de sete polegadas (7") não poderiam conter a mesma duração de tempo de gravações que um LP (12") que tinha uma superfície maior (para poder estampar mais música). Quanto mais música se coloca em uma superfície de discos de vinil, mais as ranhuras se unem uma ao lado da outra, até que chegam a um ponto que elas lotam a superfície do disco todo. Colocar mais do que 25 minutos de música em um LP pode causar danos na superfície deste, facilmente; assim como mais do que 10 minutos num single de sete polegadas (7") pode prejudicar a superfície deste também.

## Cultura
As vendas de singles são registradas em paradas musicais na maioria dos países. As paradas são frequentemente publicadas em revistas e inúmeros programas de televisão e rádio contam a lista. Para ser elegível para inclusão em gráficos, o single deve atender ao requisito estabelecido pela empresa de gráficos que rege o tempo de reprodução do single.
Na música pop, a importância comercial e artística do single (em comparação com o EP ou o álbum) tem variado ao longo do tempo, desenvolvimento tecnológico, e de acordo com o público de determinados artistas e gêneros. Os singles têm sido geralmente mais importantes para artistas que vendem para os mais clientes mais jovens de música (adolescentes e pré-adolescentes), que tendem a ter recursos financeiros mais limitados. A partir da década de 1960, os álbuns tornaram-se um foco maior dos artistas e, principalmente no desenvolvimento de álbuns conceituais. 

### Coreia do Sul
Na música sul-coreana, existe uma terminologia para "álbuns" e "singles" que inclui um termo adicional, o single álbum. Um "single álbum" refere-se a um lançamento físico (como CD, LP ou alguma outra mídia) coletando um ou mais singles, enquanto um "single" é apenas uma canção em si, tipicamente utilizada no lançamento digital.
A Gaon Album Chart acompanha as vendas de todos os álbuns lançados como mídia física e, portanto, single álbuns competem ao lado de álbuns de estúdio completos (LPs) e mini-álbuns (EPs). O Gaon Digital Chart, que rastreia downloads e streams, é considerado como a parada oficial de "singles".
Para dar um exemplo das diferenças entre álbuns completos, single álbuns e singles, o boy group sul-coreano de K-pop, Big Bang, possui um álbum de estúdio completo, intitulado MADE, que foi originalmente lançado como uma série de quatro single álbuns: M, A, D e E. Dois singles foram incluídos em cada um desses álbuns; o primeiro da série, M, contém os singles "Loser" e "Bae Bae".

## Definição
Geralmente, é lançado em CD ou disco de vinil contendo, na maioria das vezes, de uma a três faixas. É produzido principalmente para lançar ou divulgar um determinado álbum de um artista, podendo mesmo anteceder ou suceder o lançamento deste trabalho.
Os singles em formato vinil são disponibilizados em dois diâmetros: os de sete polegadas (7"), também popularmente conhecidos no Brasil como "discos compactos" (não confundir com a tradução de CD, Compact Disc) e mais utilizados para veiculação nas rádios, e os de doze polegadas (12"), que são os preferidos pelos disc jockeys porque trazem versões "extended" (alongadas, com maior duração) ou remixadas e que facilitam a mixagem ao vivo nas pistas de dança. Em CD, os singles são em sua grande maioria de cinco polegadas (5"), diâmetro padrão de um compact disc, mas existem também os de três polegadas (3"), que são mais incomuns.
Enquanto um álbum de coletânea de determinado artista pode possuir um nome aleatório, um single apresenta-se com o título da canção-tema que nele está gravada, mesmo que o disco tenha apenas uma versão desta.
Um single também pode conter outras canções da mesma banda que não serão lançadas em nenhum álbum posterior, como versões gravadas em espetáculos, ou faixas exclusivas, que visam a eternizar a gravação, ou remixes, isto é, a mesma faixa título com os canais da fita master original remisturados.
O lançamento de singles físicos é uma prática bastante comum em países como o Japão, a Inglaterra, os Estados Unidos, a Austrália e o Canadá, porém pouco frequente no Brasil (apesar de existir um ranking das vendas deles neste país). Sendo pouco comum a edição "física" de singles para venda em Portugal, a compra de música através da Internet (num mercado mundial) e dos toques de chamada de telemóveis, na sua maioria singles, está em desenvolvimento. No formato digital a venda é cada vez mais crescente nesses dois países.

### Como definir
- Single: Possui, no máximo, quatro faixas com a música em sua versão geralmente em radio edit (versão editada para rádios) e dois remixes, além de um B-Side (faixa exclusiva do single).
- Maxi Single: Tem apenas um B-Side e geralmente várias faixas da música de trabalho em remixes ou apenas uma com a versão normal ou radio edit.
- Extended Play: Abreviado como EP, é uma gravação de trabalho que possui mais ou menos de quatro a oito Músicas e são geralmente lançados apenas dois Singles de trabalho dele, e algumas faixas são covers de outros artistas.
- Mini álbum: Possui uma longa gravação que varia até 30 a 40 minutos. Porém ele é curto, variando de sete a nove músicas. Geralmente, o miniálbum vem com pelo menos dois ou três hits do álbum anterior ou B-Sides de alguns singles estão na setlist, geralmente ele tem pelo menos um remix.
- 3 Inch CD: Ou mini-CD. Possui apenas duas faixas: a música normal e mais uma versão instrumental da mesma música.
- DVD Single: Possui, geralmente, 5 faixas, incluindo o vídeo da música, photoshoots e um B-Side em formatos de AVI.

## Produções
Os singles também podem ser uma oportunidade única para produtores realizarem modificações radicais na versão original de uma canção.
Em um álbum normal, a preocupação maior é sempre dar a cada faixa um caráter comercial, que possa conquistar o público pela harmonia, pelo conjunto de instrumentos, um refrão intercalado com estrofes e outros detalhes que façam a canção ser facilmente absorvida pelo ouvinte. Nas versões de single, um produtor pode liberar seu lado criativo.
Muitas vezes, quando o tema incluído no álbum tem uma duração que pode ser considerada muito grande, nomeadamente para as estações difusoras onde o tempo é precioso, o single apresenta-se com uma "versão editada para rádios" (radio edit), por norma apontando para os 3 minutos e dificilmente ultrapassando os 4 minutos.
Em sentido inverso, muitos singles contam com uma versão "estendida", que nada mais é que o aumento de sua duração com uma introdução e uma ou mais partes instrumentais. Por outro lado, um single também pode conter trabalhos alternativos. Uma mesma música pode ter alterada toda sua base de graves, sua velocidade em bpm (batidas por minuto), pode ter seu vocal modificado, ou contar com participações especiais de outros vocalistas convidados.
Alguns trabalhos de produção do single são conduzidos pelos próprios integrantes da banda, com ou sem a participação de um produtor. Neste caso, o músico revisita a sua própria canção finalizada e dá-lhe uma nova imagem.

## OsDisc Jockeys
As versões das músicas que um DJ utiliza em suas apresentações não são, normalmente, as mesmas versões que se ouve em videoclipe ou estações de rádio. Um DJ necessita de versões com introduções e interlúdios maiores que os normais, para que seja possível uma mixagem de uma música na seguinte, sem embaralhamento de vocais, choques de baixos e outras misturas que possam gerar confusão na harmonia do resultado final.
Um single pode ter uma mesma música em várias versões, produzidas especialmente para mixagens ou amantes de versões alternativas. Enquanto uma versão normal de música possui normalmente de 3 a 4 minutos de duração, uma versão de single pode durar até 15 minutos, com grandes introduções, interlúdios instrumentais (breaks), edições, reprises de vocal etc. Estas versões alteradas também são conhecidas como remixes, versões 12, versões club, versões estendidas (extended) etc. Um single também pode conter versões instrumentais e a capella (apenas voz) da música.
Assim, a música eletrônica (ou dance music) é uma das categorias que mais impulsiona a produção de novos singles.

### Gerais
1. Martland, Peter. 'EMI: The First 100 Years' (EMI: os cem primeiros anos).  B.T.Batsford Ltd, Londres, ISBN 0-7134-6207-8 (em inglês)